# Pardi Tibor
Pardi Tibor (Budapest, 1967. december 5. – 2007. március 2. előtt) magyar vízilabdázó, olimpikon.

## Pályafutása
1985-ben ezüstérmes volt az ifjúsági Eb-n és a junior vb-n is. 1988-ban ötödik volt az olimpián. 1989-ben bronzérmes volt a világkupán, kilencedik az Eb-n. 1993-ban az universiadén szerzett ezüstérmet.

## Eredményei
- Magyar bajnokság
  - ezüstérmes (1988)

- Világkupa
  - bronzérmes (1989)
- Junior világbajnokság
  - ezüstérmes (1985)
- Ifjúsági Európa-bajnokság
  - ezüstérmes (1985)
- Universiade
  - ezüstérmes (1993)